# Lineol
Lineol est une marque allemande de jouets ayant notamment produit des soldats miniatures.